# Wola Chynowska
Wola Chynowska – zniesiona wieś w Polsce, w województwie mazowieckim, w powiecie grójeckim, w gminie Chynów.
Nazwa miejscowości została zniesiona z dniem 1 stycznia 2015, terytorium włączone do Chynowa.
Sołectwo Wola Chynowska przemianowano na Chynów-Wola.
Wieś szlachecka Wola Chinowska położona była w drugiej połowie XVI wieku w powiecie czerskim  ziemi czerskiej województwa mazowieckiego. 

## Historia
1434 - właściciel wsi Piotr Pilikowski (Piotr Pilik Skulski - herbu Rogala) przekazał dziesięciny z folwarku na rzecz nowo powstałej parafii w Chynowie.
Do roku 1535 właścicielem wsi był Jan Łoski, wojewoda mazowiecki.
1603 - dziesięcina ze wsi należy do plebanii w Chynowie.
W roku 1828 car Mikołaj I przekazał część dóbr królewskich Skarbowi Królestwa Polskiego. Do Ekonomii rządowej (siedziba w Potyczy) należał m.in. folwark Wola Chynowska.
1929 - właścicielem majątku Woli Chynowskiej jest Henryk Dziewanowski, a wieś należy do Gminy w Czersku.
W latach 1975–1998 miejscowość administracyjnie należała do województwa radomskiego.